# Sarita Lake
Sarita Lake är en sjö i Kanada.   Den ligger i provinsen British Columbia, i den sydvästra delen av landet, 3 700 km väster om huvudstaden Ottawa. Sarita Lake ligger 58 meter över havet. Arean är 1,1 kvadratkilometer. Den sträcker sig 1,6 kilometer i nord-sydlig riktning, och 2,4 kilometer i öst-västlig riktning.
I omgivningarna runt Sarita Lake växer i huvudsak barrskog. Trakten runt Sarita Lake är nära nog obefolkad, med mindre än två invånare per kvadratkilometer.